# Agdistis meridionalis
Agdistis meridionalis is een vlinder uit de familie van de vedermotten (Pterophoridae). De wetenschappelijke naam werd in 1847 als Adactyla meridionalis gepubliceerd door Philipp Christoph Zeller.
De soort komt voor in Europa.

## Synoniemen
- Agdistis staticis Milière, 1875
- Agdistis tyrrhenica Amsel, 1951
- Agdistis prolai Hartig, 1953